# Octávio Mateus
Octávio Mateus (né en 1975) est un paléontologue et biologiste portugais, professeur de paléontologie à la faculté des sciences et de technologie de l'université Nouvelle de Lisbonne. Il est diplômé de l'université d'Évora et a obtenu son doctorat à l'université Nouvelle de Lisbonne en 2005. Il collabore avec le Museu da Lourinhã, connu pour sa collection de dinosaures.

## Biographie
Élève de Miguel Telles Antunes, il est spécialiste des dinosaures, ayant étudié les dinosaures du Jurassique supérieur du Portugal.
Il a nommé de nouvelles espèces de dinosaures telles que Lourinhanosaurus antunesi (1998), Dinheirosaurus lourinhanensis, Tangvayosaurus hoffeti (1999), Draconyx loureiroi (2001), Lusotitan atalaiensis (2003), Europasaurus holgeri (2006) et Allosaurus europaeus (2006), Torvosaurus gurneyi (2014) et Galeamopus (2015).
Depuis 1991, Octávio Mateus organise des fouilles de dinosaures au Portugal, ainsi que des fouilles au Laos (sud-est asiatique) avec l'équipe française du Muséum d'histoire naturelle de Paris, dirigée par le professeur Philippe Taquet. Il a récemment travaillé en Angola, où il a découvert le premier dinosaure angolais dans le cadre d'un projet dans le domaine de la paléontologie des vertébrés de l'Angola. Il collabore avec diverses institutions scientifiques internationales en tant que membre du conseil scientifique de la fondation allemande Verein zur Förderung der niedersächsischen Paläontologie. Il a également étudié les traces de dinosaures et les œufs, les phytosaures, les chéloniens et les baleines. 

## Controverse
Octávio Mateus est accusé de harcèlement sexuel et moral à l'encontre de chercheuses et chercheurs ainsi que sur des étudiantes de l'université NOVA School of Science and Technology de Lisbonne. Les faits, qui se produisent depuis 2010, ont été révélés pour la première fois en janvier 2022 à la suite d'un rapport publié sur Facebook par un ancien collègue de O. Mateus, confirmé ensuite par certaines des victimes elles-mêmes dans les commentaires de cette publication. La situation a été davantage médiatisée après que l'université NOVA a décidé d'ouvrir une enquête le 26 avril 2023, l'enquête est en cours. Octávio Mateus nie avec véhémence toutes les accusations à son encontre. 